# Estación Agustoni
Agustoni es una estación ferroviaria ubicada en la localidad de Agustoni, en el Departamento Quemú Quemú, Provincia de La Pampa, Argentina.

## Ubicación
La estación se encuentra ubicada a 151 km de la ciudad capital, Santa Rosa y a 21 km de Quemú Quemú.

## Servicios
No presta servicios de pasajeros. Sus vías están concesionadas a la empresa de cargas FerroExpreso Pampeano S.A., sin embargo las vías se encuentran sin uso y en estado de abandono.